# San Martino Siccomario
San Martino Siccomario (San Martin in dialetto pavese) è un comune italiano di 6 595 abitanti della provincia di Pavia in Lombardia. Posto sulla sponda destra del Ticino (poco a valle del capoluogo), appartiene al territorio del Siccomario. L'abitato sorge alle porte di Pavia, cui è ormai praticamente saldato, essendo diviso solo dal canale Gravellone, originariamente ramo secondario del Ticino.

## Storia

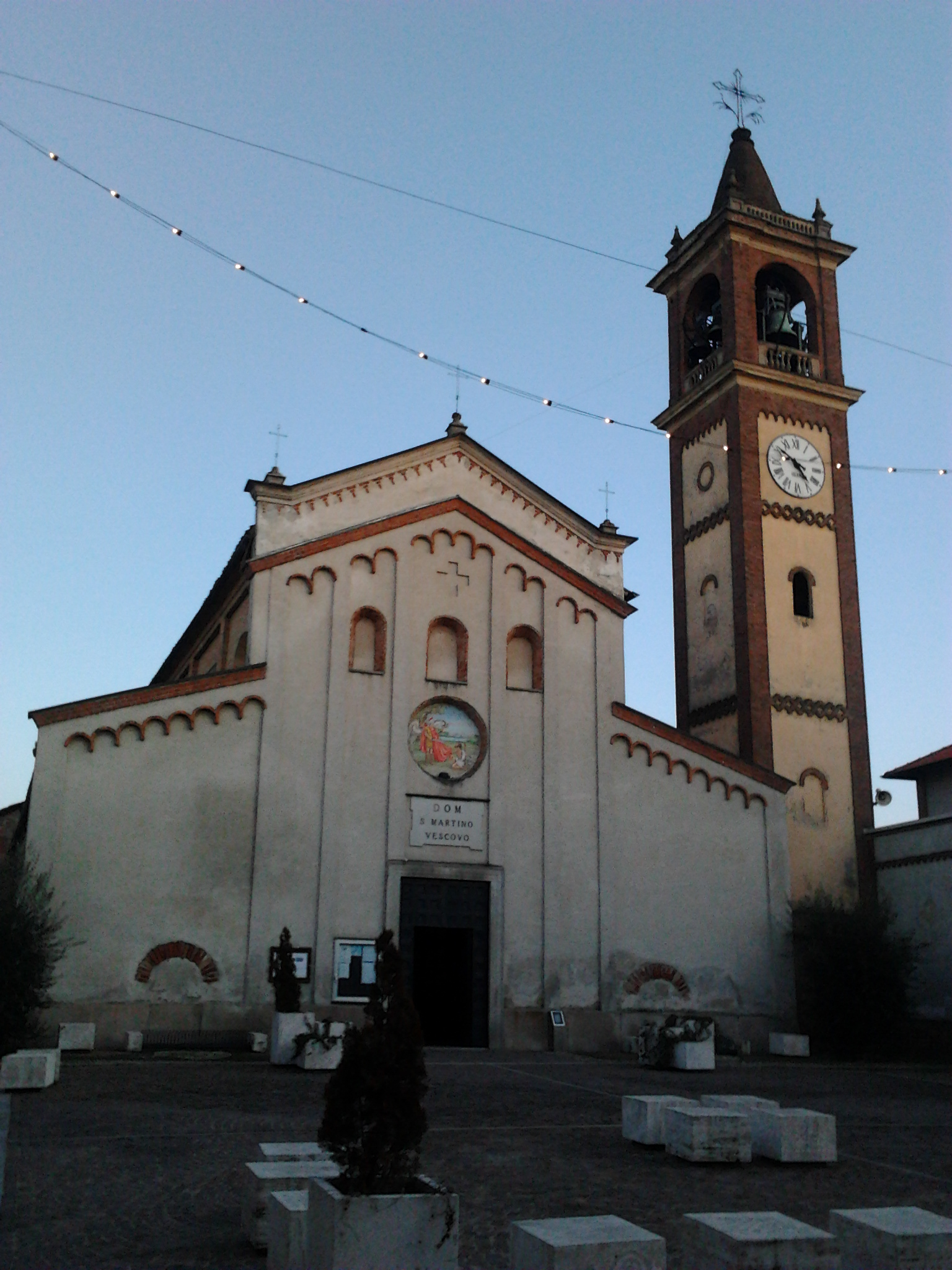
La chiesa parrocchiale.

Secondo una leggenda diffusa nel Medioevo, nella zona dove sorgerà questo paese sarebbe vissuto da bambino san Martino di Tours. All'interno dell'attuale territorio comunale fu rinvenuta negli anni'80 del Novecento una necropoli di età longobarda. Certo è che fin dall'epoca di Carlo Magno vi sorgeva un ospizio dedicato al Santo, che l'imperatore pose sotto la giurisdizione del monastero di San Martino di Tours. Fin dal 909 in un documento appare la voce Terra Arsa, che denominava la zona di San Martino, detto infatti in seguito San Martino in Terra Arsa, il toponimo Siccomario viene aggiunto solo a metà settecento , fino ad allora nelle cartografie viene definito Terra Arsa e raffigurato disgiunto dal Siccomario.
Nel Basso Medioevo, nell'ambito del dominio pavese, fece parte della squadra del Siccomario, aggregato amministrativamente all'Oltrepò Pavese. Come la maggior parte del Siccomario fu feudo dei Beccaria del Mezzano; estinta la linea dei Beccaria nel XVII secolo, nel feudo si succedettero in breve tempo gli Arborio di Gattinara, i Menocchio di Pavia, Filiberto Buglione di Chieri, Conte di San Martino nel 1760, da cui fu ceduto allo Stato nel 1772, per cui il feudo di San Martino cessò venticinque anni prima dell'abolizione del feudalesimo.
Nel 1743 San Martino in Terra Arsa passa, con il Siccomario, sotto il dominio dei Savoia, cui già dal 1713 (e di fatto dal 1707) apparteneva il territorio adiacente della Lomellina. Pavia restava invece all'Austria, cosicché il canale Gravellone, che scorre alla periferia del paese dividendolo da Pavia, divenne confine di Stato, e lo rimase fino al 1859. Amministrativamente il Siccomario continuò a far parte dell'Oltrepò (salvo il periodo napoleonico) fino al 1818, quando fu unito alla Lomellina.
Nel 1848, proprio sul Gravellone, il re Carlo Alberto consegnò al suo esercito il Tricolore italiano, da allora bandiera nazionale.

### Simboli
Lo stemma e il gonfalone del comune di San Martino Siccomario sono stati concessi con decreto del presidente della Repubblica del 16 agosto 1952.
Le spighe simboleggiano la fertilità del territorio e sono poste tra due fasce ondate che rappresentano i fiumi Po e Ticino; gli smalti rosso e argento sono un richiamo allo stemma di Pavia.
Il gonfalone è un drappo partito di rosso e di bianco.

### Onorificenze
Dall'11 maggio 2013 San Martino Siccomario si fregia del titolo di città per decreto del presidente della Repubblica italiana.

## Società

### Evoluzione demografica
Abitanti censiti

## Amministrazione

### Sindaci del comune di San Martino Siccomario dal 1988[10]
| Periodo | Periodo   | Primo cittadino     | Partito / Lista Civica                       | Carica  | Note                                                                 |
| ------- | --------- | ------------------- | -------------------------------------------- | ------- | -------------------------------------------------------------------- |
| 1988    | 1993      | Luigi Maggi         | Indipendente/PCI                             | Sindaco | -                                                                    |
| 1993    | 1997      | Maurizio Marchesoni | Indipendente (Lista Civica)                  | Sindaco | -                                                                    |
| 1997    | 2001      | Maurizio Marchesoni | Coalizione di Centrosinistra (Liste Civiche) | Sindaco | Secondo mandato                                                      |
| 2001    | 2003      | Renato Abbiati      | Popolo per la Libertà (Lista Civica)         | Sindaco | Mandato interrotto dopo le dimissioni dei consiglieri di maggioranza |
| 2004    | 2009      | Renato Abbiati      | Indipendente (Lista Civica)                  | Sindaco | Secondo mandato                                                      |
| 2009    | 2014      | Vittorio Barella    | PdL / Lega Nord                              | Sindaco | -                                                                    |
| 2014    | 2019      | Alessandro Zocca    | San Martino Oltre (Lista Civica)             | Sindaco | -                                                                    |
| 2019    | 2024      | Alessandro Zocca    | San Martino Inoltre (Lista Civica)           | Sindaco | Secondo mandato                                                      |
| 2024    | in carica | Andrea Viola        | Insieme per San Martino (Lista Civica)       | Sindaco | -                                                                    |